# Palura trichogyia
Palura trichogyia là một loài bướm đêm trong họ Noctuidae.